# Alsophylax
Alsophylax ist eine Gattung der Geckos mit 8 Arten.

## Merkmale
Alsophylax-Arten sind kleine Geckos mit einer Körperlänge von bis zu 50 mm, der Schwanz ist ungefähr so lang wie der Körper. Der Kopf ist klein und rundlich mit kurzem Rostralteil. Ihre Gliedmaßen sind relativ kurz, Finger und Zehen sind gerade oder leicht gekrümmt, zylindrisch und nicht verbreitert. Die kleinen Rückenschuppen sind glatt, zwischen ihnen befinden sich große, mehr oder weniger konvexe, glatte oder gekielte Tuberkel, die sich über die Schwanzbasis bis etwa zur Mitte des Schwanzes erstrecken. Der Schwanz ist dick, zylindrisch und verjüngt sich im letzten Viertel. Schwanzsegmente sind von oben kaum oder nicht zu sehen, auf der Schwanzunterseite befinden sich Längsreihen von Lamellen, üblicherweise zwei pro Segment. Die Anzahl Präkloakalporen ist 6 bis 8, Femoralporen fehlen. Die Pupillen sind senkrecht, ihre Ränder gesägt.

## Verbreitung und Lebensraum
Alsophylax ist in ariden Landschaften von Kasachstan über Turkmenistan, Tajikistan und Usbekistan bis China und die Mongolei weit verbreitet. Die einzige Art, die im Westen des Areals lebt, ist der Kaspische Geradfingergecko. Dieser erreicht nahe der kasachischen Grenze auch Russland.

## Arten
Die Gattung enthält aktuell 8 Arten (2 Untergattungen, Alsophylax und Altiphylax):
- Alsophylax emilia Nazarov, Abduraupov, Shepelya, Gritsina, Melnikov, Buehler, Lapin, Poyarkov & Grismer, 2023
- Alsophylax ferganensis Nazarov, Abduraupov, Shepelya, Gritsina, Melnikov, Buehler, Lapin, Poyarkov & Grismer, 2023
- Alsophylax laevis Nikolsky, 1907
- Alsophylax loricatus Strauch, 1887
- Kaspischer Geradfingergecko (Alsophylax pipiens (Pallas, 1827))
- Alsophylax przewalskii Strauch, 1887
- Alsophylax szczerbaki Golubev & Sattarov, 1979
- Alsophylax tadjikiensis Golubev, 1979